# Kirche am Hof (Wien)

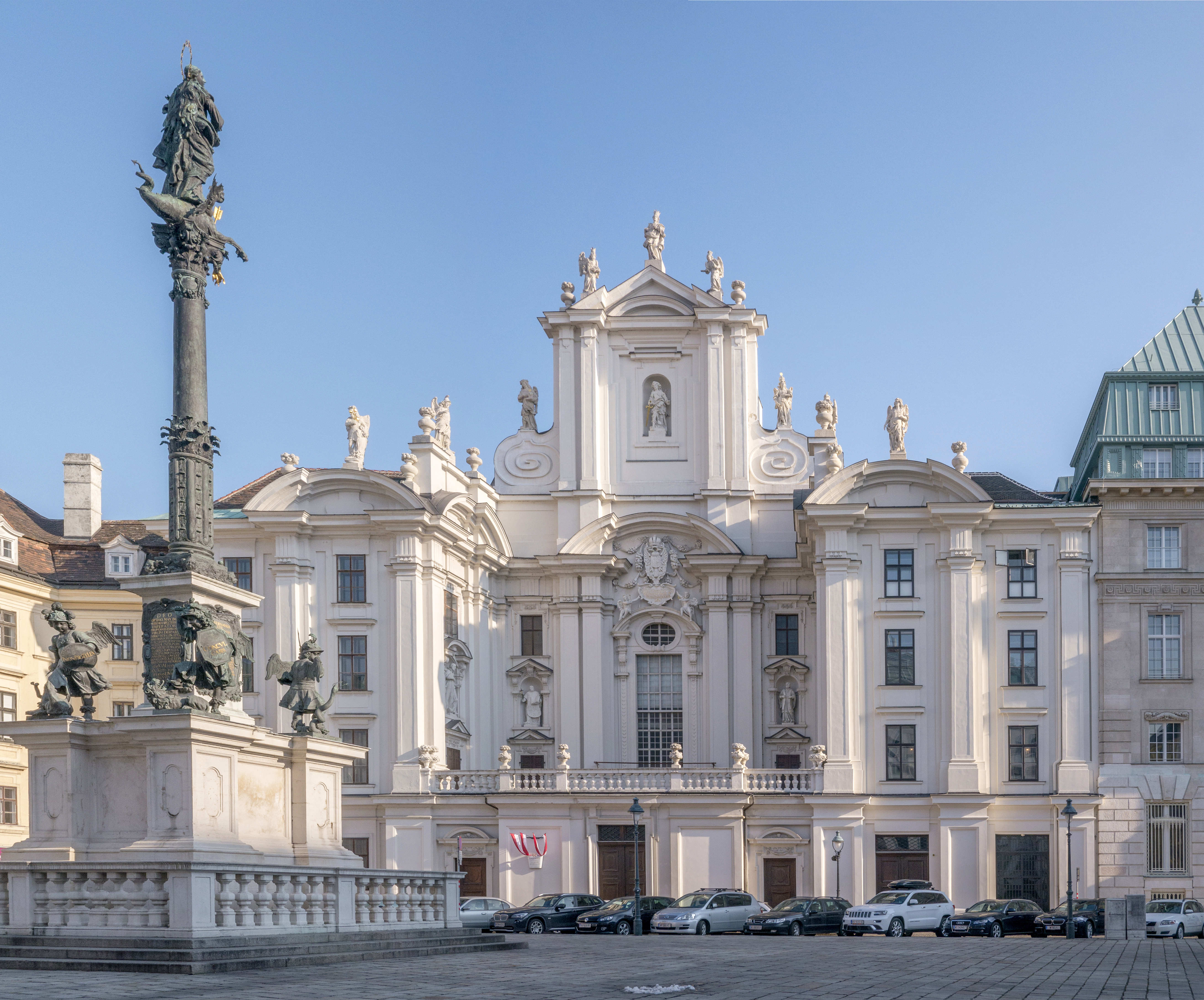
Kirche am Hof

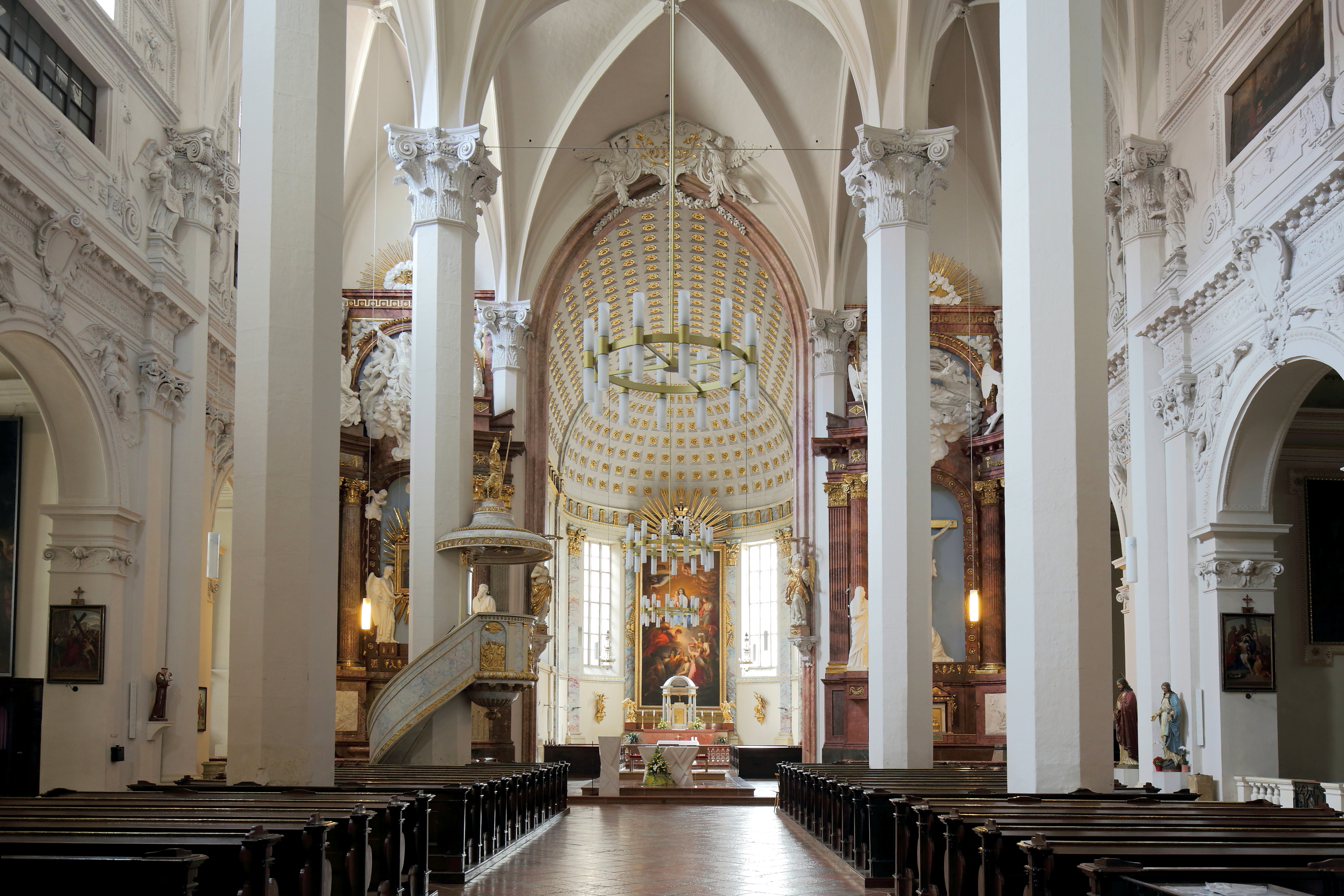
Kirche am Hof, Inneres

Die Kirche am Hof (auch: Kirche zu den neun Chören der Engel) ist eine von 1386 bis 1403 errichtete Kirche in Wien. Die platzbeherrschende Hauptfassade entstand allerdings erst ab 1662. Sie befindet sich an der Ostseite des Platzes Am Hof im 1. Wiener Gemeindebezirk Innere Stadt.

## Geschichte
In den Jahren 1386 bis 1403 erbauten die Karmeliter anstelle der bisherigen romanischen Hofkapelle der „Babenberger Pfalz“ (Am Hof) eine dreischiffige gotische Hallenkirche. Als Baumeister der Kirche sind „Lucas Schwendtner aus Magdeburg, Andreas der Kellermeister und ,Baumeister bei den weißen Brüdern am Hof‘, Mathes der Helbling, Meister Simon der Steinmetz“ überliefert. Andreas der Kellermeister wird von Perger/Brauneis näher als „Andreas Schuestl vom Petersfreythof“ bezeichnet.
Weil die Kirche wegen der Reformation verfiel, übergab der spätere Kaiser Ferdinand I. sie im Jahr 1554 den kämpferischen Jesuiten, die er drei Jahre zuvor nach Wien berufen hatte. Nach einem Brand im Jahr 1607 wurde bis 1610 das dreischiffige, gotische Langhaus im Stil des „Jesuitenbarocks“ wiederhergestellt und die Seitenschiffe wurden um je vier angebaute Kapellen erweitert. Im Jahr 1625 errichtete man die Vor- beziehungsweise Eingangshalle der Kirche, und 1662 stiftete die Witwe Kaiser Ferdinands III., Eleonore von Gonzaga, eine frühbarocke Fassade mit einem zurückversetzten Mitteltrakt und einer bemerkenswerten Altane, dabei musste die Eingangshalle vorgezogen werden. Die Pläne zu dieser monumentalen Westfassade der Kirche, die den Platz Am Hof beherrscht, stammen vermutlich von Carlo Antonio Carlone. Für die Steinmetzarbeiten aus dem harten Kaiserstein ist Meister Johann Lorentisch aus Kaisersteinbruch dokumentiert. Der Chor (von der Steindlgasse aus zu sehen) ist allerdings weiterhin gotisch.
Im Jahr 1763 wurde die Orgelempore eingebaut und eine neue Orgel aufgestellt. Da die Kirche als Konventskirche eines Bettelordens über keinen Glockenturm verfügte, errichtete man 1771 auf dem Chordach einen kleinen Dachreiter für eine Glocke.
Nach der Aufhebung des Jesuitenordens um 1773 erhielt die Kirche am Hof die Funktion einer Garnisonkirche. 1782 erteilte Papst Pius VI. von der Fassadenaltane aus den Ostersegen Urbi et orbi. Im Zuge der Josephinischen Kirchenreform und der daraus resultierenden neuen Pfarreinteilung Wiens wurde im Jahr 1783 die Kirche zur Pfarrkirche erhoben und die Schwarzspanierkirche zur neuen Garnisonskirche bestimmt.

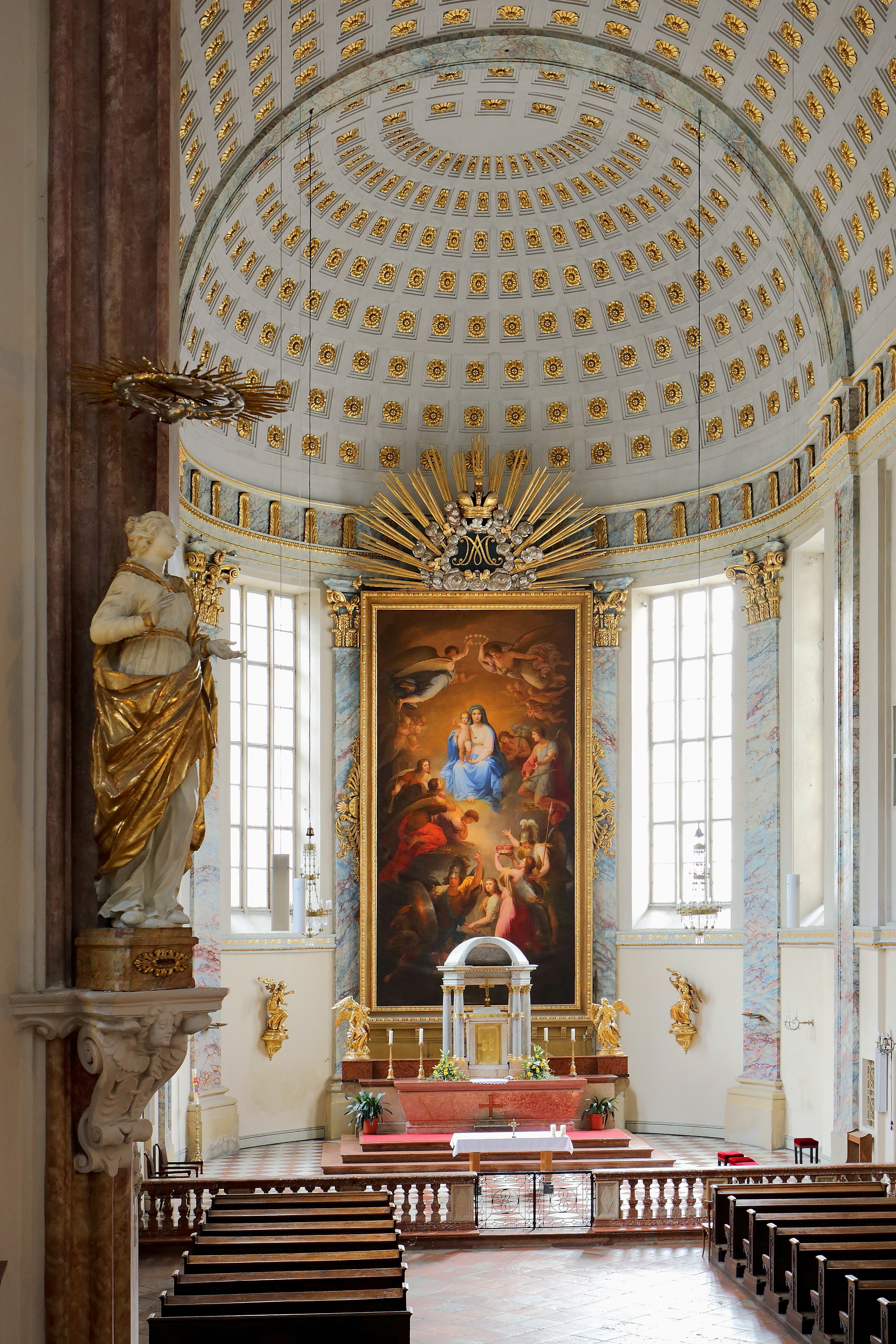
Der klassizistische Altarraum

Im Jahr 1789 erfolgte der Umbau des Altarraumes im klassizistischen Stil durch den Architekten Johann Nepomuk Amann, samt Einbau einer kassettierten Halbkreistonne und Apsiskuppel. Das Hochaltarbild mit dem Thema „Maria, umgeben von den neun Chören der Engel“ stammt aus demselben Jahr und ist ein Werk von Johann Georg Däringer nach einem Entwurf von Hubert Maurer.
Von der Altane der Kirche wurde am 7. Dezember 1804 feierlich das Pragmatikalgesetz verkündet, gemäß dem Kaiser Franz den Titel eines Erbkaisers von Österreich angenommen hatte. Die verbreitete Annahme, von derselben Altane sei am 6. August 1806 die Erklärung Kaiser Franz II. zur Niederlegung der Reichskrone bekanntgegeben worden, ist nicht belegbar und beruht vermutlich auf einer Verwechslung.
Von 1814 bis 1852 wurde die Kirche wieder von den Jesuiten betreut. Diese errichteten im Jahr 1816 den Kreuzaltar. Durch eine Stiftung wurde im Jahr 1849 eine dritte Glocke erworben und die Orgel restauriert. 1852 erfolgte die Übergabe an die Erzdiözese Wien. Diese ließ im Jahr 1867 eine Gasbeleuchtung installieren. Nachdem 1908 die Pfarre Am Hof aufgelöst worden war, kam die Kirche wieder in die Obhut des Jesuitenordens.
Anlässlich des Katholikentags 1983 und der 300. Wiederkehr der Entsatzschlacht am Kahlenberg absolvierte Papst Johannes Paul II. eine Österreichreise. Unter anderem besuchte er dabei am 12. September die Kirche und hielt vor ihr beziehungsweise auf der Altane eine Ansprache zum Thema „Arbeit“. Auch beim Papstbesuch im September 2007 im Zuge des 850-Jahr-Jubiläums des Wallfahrtsortes Mariazell stattete Papst Benedikt XVI. der Kirche einen Besuch ab und zelebrierte anschließend einen „Stationsgottesdienst“ auf der Altane mit tausenden versammelten Gläubigen.
Die Kirche dient heute als Gotteshaus der kroatischen Gemeinschaft in Wien.

## Orgel

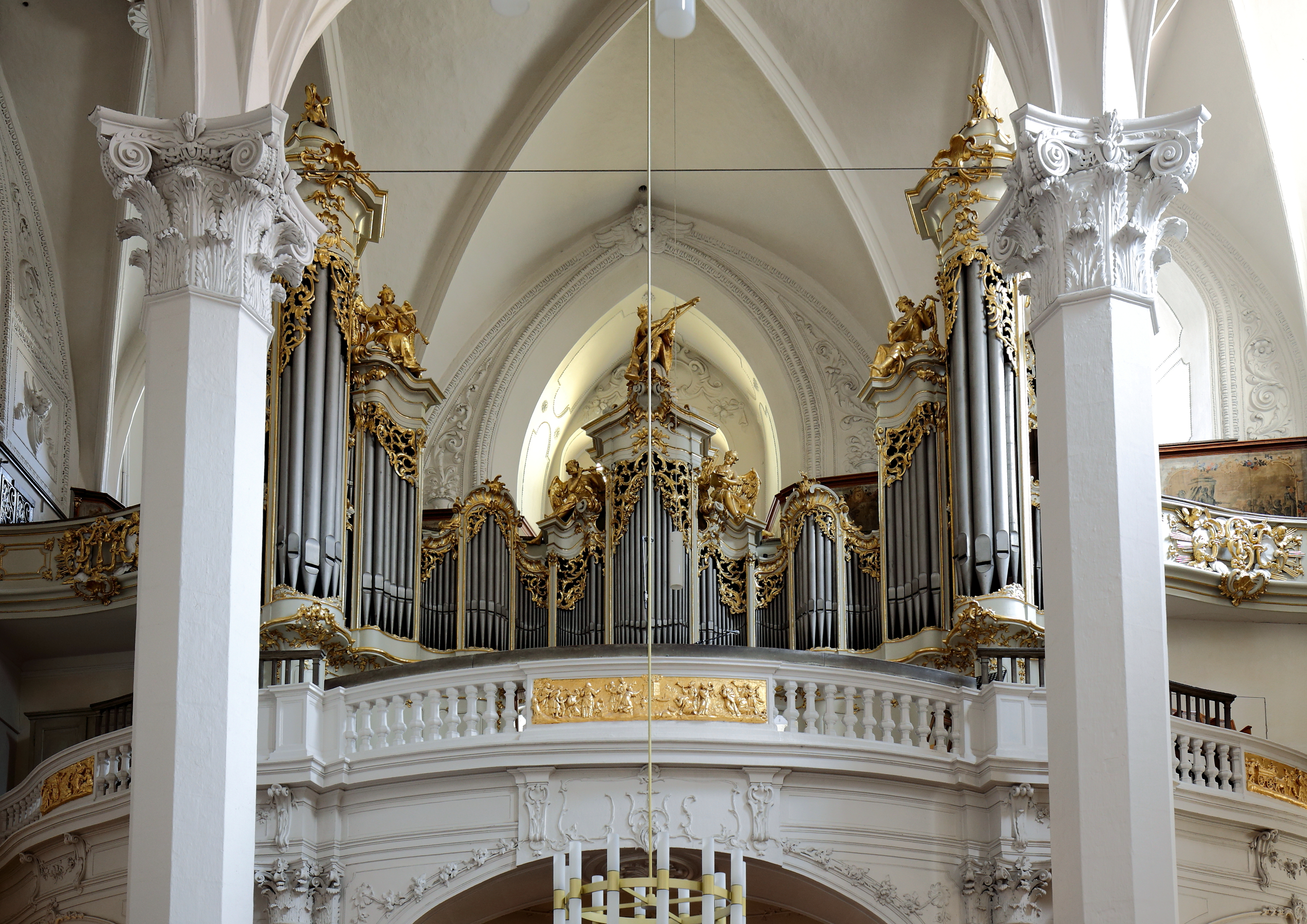
Orgelempore und Orgel; 1763 errichtet

Die Orgel wurde 1763 von einem unbekannten Orgelbauer errichtet; sie wird jedoch dem Hoforgelbauer Johann Friedrich Ferstl zugeschrieben. Das auffallend in die Breite entwickelten Gehäuse mit seiner beschwingten, reich gegliederten Form ist im Rokoko-Stil ausgeführt. Die Orgel verfügt über 24 Register auf zwei Manualen. Die Registratur und die Spieltraktur sind mechanisch ausgeführt. Im Jahr 1804 erfolgte eine Reparatur oder Umgestaltung der Orgel. Im Ersten Weltkrieg mussten die zinnernen Prospektpfeifen für Rüstungszwecke abgeliefert werden und wurden später durch minderwertigeres Material (Zink) ersetzt.

## Grüfte
Unterhalb des Altarraumes befindet sich die „Chorgruft“, auch „Jesuitengruft“ bezeichnet, die eine Länge von rund 20 Meter hat und in etwa bis zur Kanzel reicht. Sie wurde auf Veranlassung von Katharina Ursula, Gräfin von Abensperg und Traun, im Jahr 1662 angelegt. In ihr dürften rund 90 Jesuiten bestattet worden sein, unter anderem Vitus Georg Tönnemann und Maria Theresias Beichtvater Anton Khabes († 1771). Als jüngste Jahreszahl ist 1786 zu finden, im Anschluss dürfte die Gruft bald verschlossen worden sein und ist erst nach über 150 Jahren in den 1930er Jahren wieder geöffnet worden.
Eine weitere Gruft, die sogenannte Montecuccoli-Gruft, befindet sich am nordseitigen Seitenschiff unter der Liboriuskapelle. In ihr sind der Feldherr Raimund von Montecuccoli, der Beichtvater Kaiser Ferdinand II., Wilhelm Lamormaini und der jesuitische Märtyrer Karl de Boranga († 1684) bestattet. Letzterer wurde von der Chorgruft hierher umgebettet.

## Albrechtsaltar

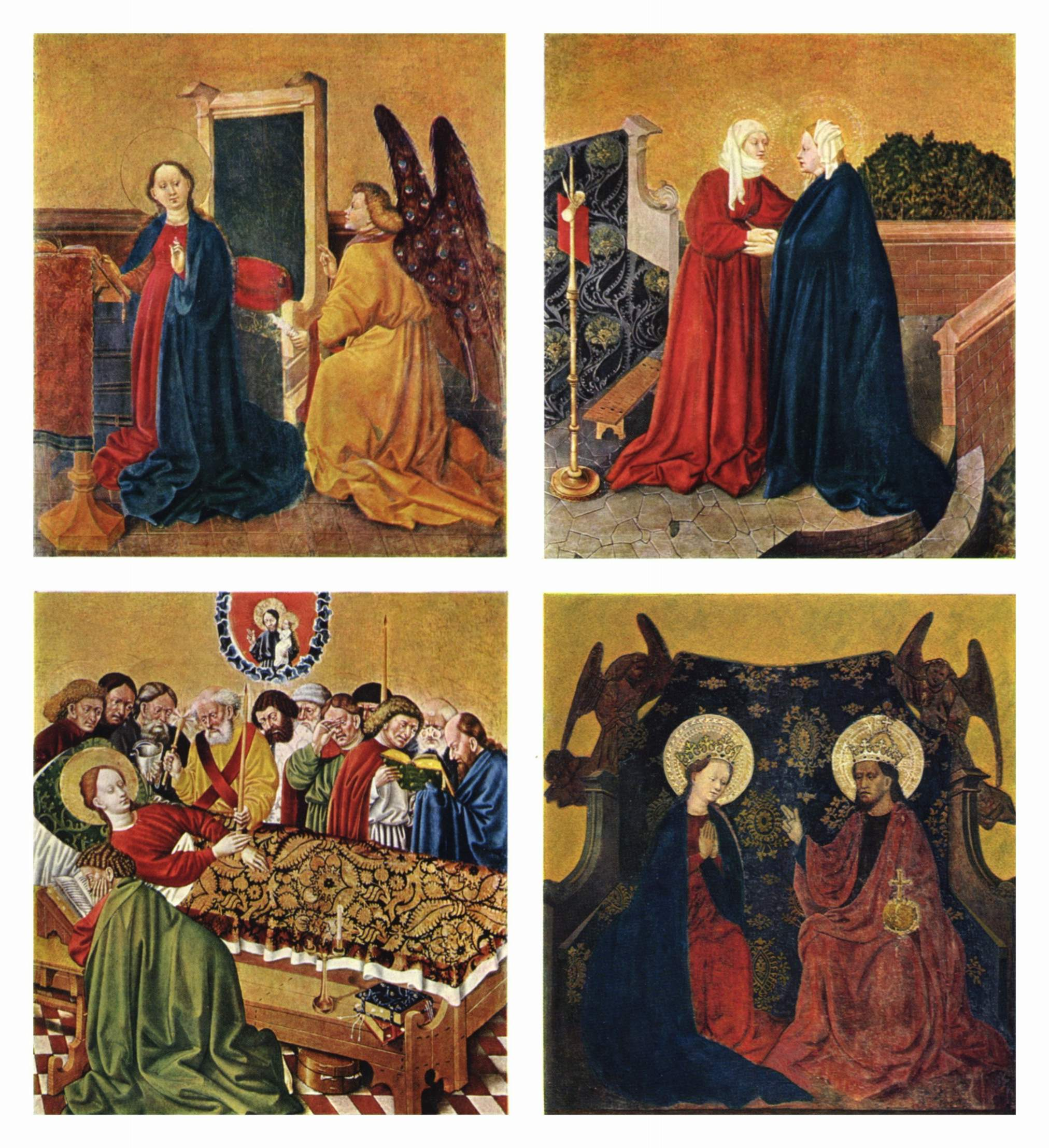
Vier Tafeln zum Marienleben auf der Innenseite des rechten Drehflügels

Die Kirche am Hof trägt das Patrozinium „Zu den neun Chören der Engel“. Diese Engelsgruppen zeigt entsprechend auch der ehemalige Albrechtsaltar der Kirche. Dieser Flügelaltar mit 24 Tafeln wurde von dem Wiener Bürger Oswald Oberndorffer unter der Regierung König Albrechts II. gestiftet und von 1437 bis 1439 von einem unbekannten Künstler mit dem Notnamen Meister des Albrechtsaltares zu Klosterneuburg für die Karmeliterkirche am Hof geschaffen.
Nach der Aufhebung des Jesuitenordens wurde das Altarwerk in Einzelbilder zerschnitten und an das Stift Klosterneuburg abgegeben. Dort wurden die Bilder im Museum gezeigt, schließlich von 1962 bis 1981 restauriert und wieder zusammengesetzt. Der Altar ist eines der bedeutendsten Werke des sogenannten gotischen Realismus in Österreich. Er ist heute in der Sebastianikapelle in der Stiftskirche Klosterneuburg aufgestellt.